# Opeongo
Opeongo je řeka v povodí řeky svatého Vavřince v okrese Nipissing District v severovýchodním Ontariu v Kanadě. Řeka se celá, až na malý úsek v okolí jezera Victoria, nachází v provinčních parcích Algonquin Provincial Park a Opeongo River Provincial Park a je levým přítokem Madawasky.

## Směr toku řeky
Řeka začíná v provinčním parku Algonquin Provincial Park odtokem ze zálivu Annie Bay na straně jezera Opeongo zvané East Arm v okrsku Preston Township v neorganizované jižní části okresu Nipissing District. Odtok je regulován přehradní hrází jezera Opeongo a řeka od ní teče směrem k jezeru Booth Lake. Toto přehradní jezero opouští na východě výpustí přehradní hráze jezera Booth a vstupuje do okrsku Clancy Township. Tam opouští provinční park Algonquin Provincial Park a vtéká do parku Opeongo River Provincial Park a doráží k jezeru Victoria. Jezero Victoria opouští řeka na severovýchodě a přes regulační hráz pokračuje na jihovýchod, překračuje hranici neorganizované jižní části okresu Nipissing District a vtéká do okrsku Dickens Township v municipalitě Jižní Algonquin, prochází přes kaskádu peřejí, přejímá levý přítok řeku Aylen, stáčí se na jihozápad a vtéká do přehradní nádrže Bark Lakena Madawasce u mostu silnice Ontario Highway 60, východně od obce Madawaska. Madawaska pak teče skrz Ottawu do řeky svatého Vavřince.

## Rekreační využití
Řeka je využívána pro rekreační kanoistiku (jízdu na kánoích a kajacích).

## Přítoky
- řeka Aylen (levý)
- jezero Victoria
  - potok McNevin(pravý)
- jezero Shall
  - potok Oram (pravý)
  - potok Shall (levý)
- Crotch Lake
  - potok Shirley (levý)
  - potok Robin (levý)
- potok Bridle (levý)
- jezero Booth Lake
  - potok Rumley (pravý)
  - potok Cob (pravý)
  - potok McCarthy (pravý)
  - potok Chipmunk Creek (levý)
- potok Tip Up Creek (levý)